# Список птиц, занесённых в Красную книгу Хорватии
Список видов птиц, занесённых в Красную книгу Хорватии.

## ОтрядАистообразные
- Большая белая цапля (Casmerodius albus)[1]
- Большая выпь (Botaurus stellaris)[2]
- Жёлтая цапля (Ardeola ralloides)[3]
- Каравайка (Plegadis falcinellus)[4]
- Лесной ибис (Geronticus eremita)[5]
- Малая белая цапля (Egretta garzetta)[6]
- Обыкновенная колпица (Platalea leucorodia)[7]
- Рыжая цапля (Ardea purpurea)[8]
- Чёрный аист (Ciconia nigra)[9]

## ОтрядБуревестникообразные
- Левантский буревестник (Puffinus yelkouan)[10]

## ОтрядВоробьинообразные
- Береговушка (Riparia riparia)[11]
- Варакушка (Luscinia svecica)[12]
- Вертлявая камышовка (Acrocephalus paludicola)[13]
- Малый жаворонок (Calandrella brachydactyla)[14]
- Рогатый жаворонок (Eremophila alpestris)[15]
- Светлобрюхая пеночка (Phylloscopus bonelli)[16]
- Степной жаворонок (Melanocorypha calandra)[17]
- Тонкоклювая камышёвка (Acrocephalus melanopogon)[18]
- Усатая синица (Panurus biarmicus)[19]

## ОтрядГолубеобразные
- Клинтух (Columba oenas)[20]

## ОтрядГусеобразные
- Большой крохаль (Mergus merganser)[21]
- Красноносый нырок (Netta rufina)[22]
- Савка (Oxyura leucocephala)[23]
- Серый гусь (Anser anser)[24]
- Серая утка (Anas strepera)[25]
- Шилохвость (Anas acuta)[26]
- Широконоска (Anas clypeata)[27]

## ОтрядЖуравлеобразные
- Дрофа (Otis tarda)[28]
- Коростель (Crex crex)[29]
- Малый погоныш (Porzana parva)[30]
- Погоныш (Porzana porzana)[31]
- Погоныш-крошка (Porzana pusilla)[32]
- Стрепет (Tetrax tetrax)[33]

## ОтрядКурообразные
- Глухарь (Tetrao urogallus)[34]
- Тетерев-косач (Tetrao tetrix)[35]

## ОтрядПеликанообразные
- Кудрявый пеликан (Pelecanus crispus)[36]
- Малый баклан (Phalacrocorax pygmeus)[37]

## ОтрядПоганкообразные
- Черношейная поганка (Podiceps nigricollis)[38]

## ОтрядРакшеобразные
- Сизоворонка (Coracias garrulus)[39]

## ОтрядРжанкообразные
- Авдотка (Burhinus oedicnemus)[40]
- Бекас (Gallinago gallinago)[41]
- Большой кроншнеп (Numenius arquata)[42]
- Вальдшнеп (Scolopax rusticola)[43]
- Гаршнеп (Lymnocryptes minimus)[44]
- Золотистая ржанка (Pluvialis apricaria)[45]
- Кулик-сорока (Haematopus ostralegus)[46]
- Малая крачка (Sterna albifrons)[47]
- Морской зуёк (Charadrius alexandrinus)[48]
- Перевозчик (Actitis hypoleucos)[49]
- Средний кроншнеп (Numenius phaeopus)[50]
- Тонкоклювый кроншнеп (Numenius tenuirostris)[51]
- Травник (Tringa totanus)[52]
- Тулес (Pluvialis squatarola)[53]
- Ходулочник (Himantopus himantopus)[54]
- Чайка Одуэна (Larus audouinii)[55]
- Чеграва (Sterna caspia)[56]
- Чернозобик (Calidris alpina)[57]

## ОтрядСовообразные
- Воробьиный сыч (Glaucidium passerinum)[58]

## ОтрядСоколообразные
- Балобан (Falco cherrug)[59]
- Дербник (Falco columbarius)[60]
- Сапсан (Falco peregrinus)[61]
- Средиземноморский сокол (Falco biarmicus)[62]
- Степная пустельга (Falco naumanni)[63]
- Чеглок Элеоноры (Falco eleonorae)[64]

## ОтрядЯстребообразные
- Белоголовый сип (Gyps fulvus)[65]
- Беркут (Aquila  chrysaetos)[66]
- Болотный лунь (Circus aeruginosus)[67]
- Большой подорлик (Aquila clanga)[68]
- Европейский тювик (Accipiter brevipes)[69]
- Змееяд (Circaetus gallicus)[70]
- Красный коршун (Milvus milvus)[71]
- Луговой лунь (Circus pygargus)[72]
- Малый подорлик (Aquila pomarina)[73]
- Могильник (Aquila heliaca)[74]
- Обыкновенный стервятник (Neophron percnopterus)[75]
- Орлан-белохвост (Haliaeetus albicilla)[76]
- Скопа (Pandion haliaetus)[77]
- Чёрный гриф (Aegypius monachus)[78]
- Чёрный коршун (Milvus migrans)[79]
- Ястребиный орёл (Aquila fasciatus)[80]